# Explorer 12
Explorer 12 byla americká vědecká družice zaměřená na studium částic kosmického záření, zachycených částic v radiačních pásech, protonů ve slunečním větru, meziplanetárních magnetických polí a zemské magnetosféry. Byla první ze série nazývané Energetic Particle Explorer, kam patřili i družice Explorer 14, Explorer 15 a Explorer 26.

## Popis
Družice byla stabilizována rotací a měla tvar osmibokého hranolu s kuželem na spodní podstavě. Zdrojem elektrické energie byly fotovoltaické články, které dobíjely AgCd akumulátory.

## Přístroje a experimenty
Elektrostatický analyzátor slunečního plazmatu sloužil k výzkumu jevů, probíhajících na hranici geomagnetického pole s meziplanetárním plazmatem a dále sledoval tok nízko-energetických protonu v menších nadmořských výškách. Přístroj byl schopen detekovat protony v energetickém rozmezí 100 eV až 20 keV. Analyzátor se však porouchal ještě před dosažením oběžné dráhy a tak nebyla provedena žádná měření.
Pro měření velikosti a směru zemského magnetického pole byla družice vybavena indukční magnetometry. Měření probíhala ve výšce odpovídající třem až třinácti zemským poloměrům. Magnetometry byly umístěny na 86 centimetrů dlouhých ramenech a měřily v rozsahu -1000 až +1000 nT s přesností 12 nT. Měření probíhala každých 327 ms a trvala 50 ms. Magnetometry byly vybaveny automatickým kalibračním systémem, který seřizoval přístroje každých 115 sekund. Data z družice byla přijímána až do 6. prosince 1961.
Experiment studující nabyté částice byl navržen k měření toku nabitých částic a jejich energetického spektra, dále měřil intenzitu kosmického záření a určoval jeho prostorové a časové rozložení. Pro tento úkol byla družice vybavena třemi typy detektorů. Prvním byl všesměrový Geigerův-Müllerův počítač typů Anton 302, který detekoval protony s energií nad 23 MeV a elektrony s energií nad 1,6 MeV. Druhý detektor byl elektronový spektrometr se třemi Geiger-Müllerovými počítači typů Anton 213, který dokázal detekovat elektrony s energií 40 - 100 keV. Pro měření celkového toku částic sloužily tři směrové detektory z krystalů sulfidu kademnatého. Ty dokázaly zaznamenávat protony s energií od 1 keV do 10 MeV a elektrony s energií od 200 eV do 500 keV. Každý směrový detektor byl namontován tak, aby osa jeho zorného pole byla kolmá k ose rotace družice. Přístroje pracovaly až do selhání družice 6. prosince 1961.
K měření kosmického záření sloužil dvojitý scintilační čítač, měřící protony s energiemi 55 až 500-MeV v šesti energetických intervalech a protony nad 600 MeV. Jednoduchý scintilační čítač měřil protony o energiích 1,4 až 22-MeV a elektrony nad 150 keV. Tok protonů o energiích nad 30 MeV měřil jeden Geigerův-Müllerův počítač. Měření probíhala bez problémů po celou dobu činnosti družice.
Scintilační detektor protonů a elektronů zachycených v radiačních pásech byl tvořen fosforovým scintilátorem. Detektor byl zaměřen na nízkoenergetické protony s energiemi 100, 135, 186, 251, 512, 971, a 1668 keV.
Posledním experimentem bylo sledování poškození slunečních článků částicemi z Van Allenových pásů. K tomu sloužily čtyři upravené solární články, první byl bez ochrany, druhý měl tří milimetrovou ochranou vrstvou skla, třetí 20 mm a čtvrtý 60 mm. Výsledkem byla velice rychlá degradace nechráněného článku, jehož produktivita klesla o 50 % již během druhého oběhu. Než byla ukončena komunikace s družicí, klesl výkon nechráněného článku na 26% původního stavu, článku s 6 milimetrovou klesl výkon o 6% a u zbylých dvou se degradace neprojevila.